# العديسات القبلية
قرية العديسات القبلية هي إحدى القرى التابعة لمركز الطود في محافظة الأقصر في جمهورية مصر العربية. حسب إحصاءات سنة 2006، بلغ إجمالي السكان في العديسات القبلية 21797 نسمة، منهم 10828 رجل و10969 امرأة.